# Metallica: Through the Never
Metallica: Through the Never és una pel·lícula sobre el grup estatunidenc Metallica. Comparteix nom amb la cançó Through The Never. Està dirigida per Nimród Antal i distribuïda per Picturehouse Filmed Entertainment en format IMAX.

## Argument
En Trip (Dane DeHaan) és un jove roadie de Metallica, és enviat a una operació urgent durant el xou de la banda, però el que semblava una simple assignació es converteix en una aventura surrealista.

## Antecedents
El 7 de maig del 2012 la pàgina oficial de Metallica s'actualitzà donant la primera notícia d'alguna cosa que ja s'havia comentat, anunciant que tindrien la seva pròpia pel·lícula dirigida per Nimród Antal. El 22 de maig van anunciar xous al Canadà i també que allà s'hi gravarien parts de la pel·lícula.
El 23 d'agost del 2012 Metallica un cop més actualitzà el seu lloc web anunciant que farien un xou el 27 d'agost, dient que seria l'últim xou en què gravarien la pel·lícula, convidant-hi els fanàtics a comprar entrades per ser part de la pel·lícula.
El 15 de gener el grup va anunciar que la data d'estrena de la pel·lícula seria el 9 d'agost del 2013, mesos després van llançar la notícia que la pel·lícula s'estrenaria en IMAX i també informaren que seria estrenada primer en IMAX 3D a Amèrica del Nord el 27 de setembre i el 4 d'octubre als altres països.